# Walter Bitter
Walter Bitter (* 11. August 1894 in Krefeld; † 1. August 1964 ebenda) war ein deutscher Ministerialrat und von 1943 bis 1945 vertretungsweise Landrat des Kreises Geldern.

## Leben
Zuvor als Beigeordneter im Deutschen Gemeindetag tätig, wurde Walter Bitter 1936 zum Ministerialrat in der Präsidialabteilung beim Rechnungshof des Deutschen Reiches ernannt. Vom Januar 1943 bis 1945 wurde Bitter vertretungsweise mit den Amtsgeschäften als Landrat im Kreis Geldern betraut. Nach 1945 als Ministerialrat zur Wiederverwendung eingestuft, nahm Bitter ab 1947 eine Tätigkeit beim Deutschen Landkreistag wahr. Zuletzt fand er 1957 und 1958 als Hilfsrichter in der Verwaltungsgerichtsbarkeit Beschäftigung.